# Kavata kumpaner
Kavata kumpaner (engelska: Thicker Than Water) är en amerikansk komedifilm med Helan och Halvan från 1935 regisserad av James W. Horne. Filmen är duons sista kortfilm.

## Handling
Helan och Halvan har skulder och är skyldig Mr. Finlayson 300 dollar. Trots detta går Helan och Halvan på auktion och köper en farfarsklocka. Det blir för mycket för både Finlayson och Helans fru.

## Om filmen
Filmen är duons sista kortfilm producerad av Hal Roach. De medverkade dock en liten stund i kortfilmen On the Wrong Trek med Charley Chase producerad av Roach.
En liten detalj i filmen återanvändes i duons senare långfilm Lätt på tå som utkom 1943 under den period då duon slutat arbeta hos Roach.

### Svenska visningar
Filmen hade svensk biopremiär den 4 april 1937 och visades på biografen Saga i Stockholm.
Vid senare visningar av filmen i Sverige har den gått under flera olika titlar. Bland dem finns Helan och Halvan trampar i klaveret, Helan och Halvan i Tjockare än vatten, Den som spar han har och Tjockare än vatten. Vid den ursprungliga biopremiären 1937 hade filmen åldergräns på 15 år, men är sedan 1946 barntillåten.

## Rollista (i urval)
- Stan Laurel – Stan (Halvan)
- Oliver Hardy – Ollie (Helan)
- Daphne Pollard – mrs. Hardy
- James Finlayson – Mr. Finlayson
- Bess Flowers – sjuksköterska
- Baldwin Cooke – besökare på sjukhus
- Charlie Hall – bankkassör
- Chet Brandenburg – bankkassör[2]